# Paprotnica
Paprotnica (Cystopteris Bernh.) – rodzaj paproci należących do rodziny paprotnicowatych. Obejmuje 20 gatunków szeroko rozprzestrzenionych na świecie, rzadziej rosnących w strefie tropikalnej. Do polskiej flory należą cztery gatunki rodzime: paprotnica górska C. montana, królewska C. alpina, krucha C. fragilis i sudecka C. sudetica, jeden mieszaniec – paprotnica Christa C. ×christii oraz jeden gatunek przejściowo dziczejący (efemerofit) – paprotnica żyworodna C. bulbifera.

## Systematyka
W systemie PPG I z 2016 jeden z trzech rodzajów w rodzinie paprotnicowatych Cystopteridaceae.
Wykaz gatunków
- Cystopteris alpina (Lam.) Desv. – paprotnica królewska
- Cystopteris bulbifera (L.) Bernh. – paprotnica żyworodna
- Cystopteris chinensis (Ching) X.C.Zhang & R.Wei
- Cystopteris × christii Hahne – paprotnica Christa
- Cystopteris douglasii Hook.
- Cystopteris fragilis (L.) Bernh. – paprotnica krucha
- Cystopteris guizhouensis X.Y.Wang & P.S.Wang
- Cystopteris × illinoensis R.C.Moran
- Cystopteris × laurentiana (Weath.) Blasdell
- Cystopteris membranifolia Mickel
- Cystopteris millefolia Mickel & Tejero
- Cystopteris montana (Lam.) Bernh. – paprotnica górska
- Cystopteris moupinensis Franch.
- Cystopteris pellucida (Franch.) Ching
- Cystopteris protrusa (Weath.) Blasdell
- Cystopteris reevesiana Lellinger
- Cystopteris sandwicensis Brack.
- Cystopteris sudetica A.Braun & Milde – paprotnica sudecka
- Cystopteris tasmanica Hook.
- Cystopteris × tennesseensi s Shaver
- Cystopteris tenuifolia Alderw.
- Cystopteris tenuis (Michx.) Desv.
- Cystopteris utahensis Windham & Haufler
- Cystopteris × wagneri R.C.Moran